# Grant Rosenmeyer
Grant Rosenmeyer, all'anagrafe Grant Philip Mandel Rosenmeyer (Manhasset, 3 luglio 1991), è un attore e sceneggiatore statunitense.

## Filmografia

### Cinema
- I Tenenbaum, regia di Wes Anderson (2001)

### Televisione
- Oliver Beene - sitcom (2003-2004)
- Detective Monk (Monk) - serie TV, episodio 4x08 (2006)

## Biografia
Rosenmeyer è nato un Manhasset, New York, figlio di Debra e Colin Rosenmeyer. È cresciuto a Ridgefield, Connecticut e ha conseguito un Bachelor of Fine Arts di Tisch School of the Arts dell'Università di New York nel 2012.
Attualmente risiede a Los Angeles, in California.
Rosenmeyer ha recitato per la prima volta a Broadway come figlio di Macduff in Macbeth e come Gavroche in Les Misérables. Nel 2001, ha fatto il suo debutto cinematografico come Ari Tenenbaum, figlio di Ben Stiller, in I Tenenbaum di Wes Anderson, interpretazione per la quale ha ricevuto una nomination ai Young Artist Award.
Dal 2003 al 2004, ha interpretato il ruolo del protagonista nella sitcom televisiva della Fox Oliver Beene, prodotta da Steven Levitan. Ha fatto apparizioni come ospite a Late Night con Conan O'Brien, Monk, Jonny Zero, Blue Bloods e Crazy Ex-Girlfriend. Ha inoltre recitato nel ruolo di Wilson, un paziente di Make-A-Wish che ricatta Larry David, in un episodio di Curb Your Enthusiasm e come Young Mordechai in The Hebrew Hammer.
Nel giugno 2009, il suo cortometraggio Fugue ha vinto il premio come miglior film per studenti al Connecticut Film Festival. Ha co-sceneggiato e recitato in The Smut Locker, una breve commedia che ha vinto un CINE Golden Eagle Award nel 2014. Nello stesso anno, il suo lungometraggio The Defectives è stato un semifinalista per la Nicholl Fellowships in Screenwriting.
È apparso accanto a Julia Roberts e George Clooney nel film Money Monster del 2016, diretto da Jodie Foster. Interpreta anche il protagonista maschile di Lindsey Shaw nella commedia romantica Temps, presentata in anteprima al Cinequest Film Festival a marzo 2016.